# سمت کاربر
سمت کاربر (به انگلیسی: Client Side) به عملیات‌هایی اشاره دارد که به وسیله کاربر در یک رابطه کاربر-سرور در شبکه‌های کامپیوتری اجرا می‌شود.
به‌طور معمول یک برنامه کامپیوتر سمت کاربر مانند مرورگر وب، که بر روی کامپیوتر محلی کاربر یا ایستگاه کاری اجرا می‌شود و برای کار کردن لازم است که حتماً به یک سرور متصل باشد.
عملیات‌ها ممکن است سمت کاربر اجرا شود زیرا ممکن است به اطلاعات یا توابعی نیاز داشته باشند که در سمت کاربر دردسترس باشند و در سمت سرور در دسترس نباشد. به این علت که کاربر نیازمند مشاهده اطلاعات ورودی است؛ یا اینکه بخاطر پردازش سنگینی که در حالتی که تعداد دستورها زیاد باشد بر روی سرور ایجاد می‌کند.
بعلاوه اگر عملیات‌ها بتوانند در سمت کاربر اجرا شوند بدون اینکه اطلاعاتی در شبکه ارسال کنند باعث کاهش مصرف پهنای باند نیز می‌شود؛ و همین‌طور خطرات امنیتی ناشی از سرقت اطلاعات در شبکه را نیز کاهش می‌دهد.
زمانی که سرور در حالت ارائه خدمات رایج است، برای مثال انطباق پروتکل‌های  Http  و Ftp، کاربران ممکن است که تعدادی از عملیات‌های سمت سرور را انتخاب کنند که این عملیات به کاربر برگشت داده می‌شود. سپس کاربر این اطلاعات را مورد تجزیه و تحلیل قرار می‌دهد؛ و هنگامی که تجزیه و تحلیل کامل شد نتایج به سرور برگشت داده می‌شوند.
نمونه‌ای از زبان‌های سمت کاربر:
- جاوا اسکریپت (متداول‌ترین)
- HTML
- CSS